# 北森蒂納爾島
北森蒂纳尔島是一座位於印度洋孟加拉灣海域的島嶼，屬於安達曼群島的一部分。該島長12公里、寬10公里，面積59.67平方公里，最高點海拔高度98米，2005年，推測該島上有近400人口。名義上，該島屬於南安達曼縣。
1956年印度的《安達曼和尼科巴群島居民部落保護法》禁止旅行到該島和任何接近五海里（9.26公里）的区域，以防止當地部落患上他們沒有免疫力的疾病。由於這類部落基因庫單一，安達曼群島過去也曾發生接觸現代疾病導致滅村的事件，並加上曾多次攻擊接近的船隻。這導致2006年有兩名漁民死亡。故該地區先由印度海軍巡邏。印度無意強迫改變當地文化，所以使得北森蒂纳尔島居民是少見的未接觸部落。
2022年12月31日前，印度政府會將29個島嶼（包括北森蒂纳尔島）排除在限制區域許可證之外，以發展旅遊業。然而，內政部於2018年11月表示，放寬禁令的目的僅是讓獲預先批准的研究人員和人類學家，可以用學術名義拜訪北森蒂纳尔島。印度政府仍然禁止任何船隻接近該島的海域以及人員登島，包括印度海軍。

## 地理
北森蒂纳尔島形狀近似方形，全島為森林所覆蓋，至今仍無現代文明進入開發該島。
該島上生活的民族為森蒂纳尔人，仍維持原始部落型態，據信是世界上唯一未受外界干擾，仍停留在石器時代文明的部族。以少數幾次的接觸以及空拍觀察，森蒂纳尔人仍是原始的漁獵採集生活型態，沒有發現農耕、使用金屬或是使用火的跡象。由于缺乏交流，不能确定该岛上有多少森蒂纳尔人(学者们估计有300人)

## 歷史
1867年，夏季季風季節快要結束時，一艘名为Ninevah的印度船隻因为沉船而登陆该岛，岛上的倖存者建立了一个临时营地，但是没过几天便遭到袭击，所幸皇家海军的船隻到来这些倖存者才获救。由行政長官莫里斯·維達爾領導的一次考察，於1880年1月登上北森蒂纳尔島。該小組發現了小道和數個廢棄的小村莊。
19世紀時，鄰近的翁奇人曾被英國殖民政府帶到島上，但因語言不通而無法與島上的森蒂纳尔島人交流，亦顯示該島已與周邊島嶼隔絕千年以上。
印度人類學家Madhumala Chattopadhyay據信是第一位成功與島上居民互動的現代人。1991年1月4日，她與其他船員一起前往北森蒂纳尔島，當行進到森蒂纳尔人的領地時，他們開始送上早已準備好的禮物——椰子，他們只是將椰子放入水中，等待森蒂纳尔人自己來取。雖然一些森蒂纳尔島男子手持弓箭，走在海岸線上，但這個在島上沒見過的禮物似乎很成功，有些部落男人從岸上開始進到水中取椰子，因他們帶去很多椰子，最後Madhumala博士甚至也進到水中親自將椰子遞到他們手中，使他們之間的距離更近，就這樣一直持續近4個小時。據悉，這次成功接觸歸功於部落的一名女性，因爲當時有一位年輕男孩已經拉起弓瞄準一名船員，Madhumala博士見狀不妙，馬上用與其他部落接觸時學到的土著語言來鼓勵森蒂纳尔人過來取椰子，最後那位部落女性推了男孩一把，使箭掉到水裏。一個多月後，他們再次訪問了這個部落，這次土著人表現更加熱情，甚至爬上船拿了一整袋椰子。
在1996年之前，包含印度政府在內的現代文明曾多次試圖與該部族接觸，但發現語言完全無法相通，且森蒂纳尔人強烈排外，對外人多以弓箭與長矛攻擊，歷史上已發生多次外人登島被殺害的事件。甚至也會以弓矛試圖攻擊直升機。
1996年後印度政府認為該島無需現代文明介入，且外人身上攜帶的病原體對該部族可能有致命危險，因此一改先前政策進行封島，凡靠近該島內5公里的人皆觸法。
2018年11月，一名26歲的華裔美籍傳教士約翰·艾倫·趙違反禁令試圖登島「宣教」，讓漁民把他送到島的附近，自己划獨木舟登島，立刻被弓箭射死在沙灘上，使北森蒂纳尔島再次受到注目,並警告世人。

## 外部連結
- "Lonely islands: The Andamanese", comprehensive online documentation by George Weber
- "The Last Island of the Savages", in-depth article by Adam Goodheart
- Brief factsheet about the indigenous people of the Andaman Islands, by the Andaman & Nicobar Administration (archived 10 April 2009)
- "The Andaman Tribes - Victims of Development"
- video clips from Survival International
- "photographs of the 1981 Primrose rescue"